# Albert I von Thurn und Taxis

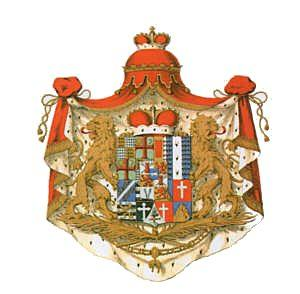
Herb Domu Książęcego Thurn und Taxis

Albert I. Maria Joseph Maximilian Lamoral von Thurn und Taxis (ur. 8 maja 1867 w Ratyzbonie, zm. 22 stycznia 1952 tamże) był 8 z kolei tytularnym księciem Thurn und Taxis i w latach 1885–1952 głową rodu książęcego.

## Życiorys
Książę Albert był najmłodszym z czworga dzieci Maksymiliana Antoniego von Thurn und Taxis i księżniczki Heleny Karoliny Wittelsbach. Urodził się 8 maja 1867 roku w Ratyzbonie. Nie było mu dane poznać ojca. Książę Maksymilian Antoni zmarł kilka tygodni po jego narodzinach. Helena Karolina Wittelsbach zajęła się wychowaniem dzieci. Wraz z rodzeństwem wychowywał się książę Albert w pałacu książęcym w Ratyzbonie. Jak większość arystokratów tej doby ukończył studium o profilu powszechnym. Słuchał wykładów z dziedziny prawa, ekonomii i historii sztuki. Po śmierci brata Maximiliana Marii von Thurn und Taxis w 1885 roku został Albert 8 księciem Thurn und Taxis, księciem Buchau, księciem Krotoszyna etc.
W momencie przejmowania osobistych rządów w 1888 roku książę Albert był jeszcze kawalerem. 15 lipca 1890 roku poślubił w Budapeszcie na Węgrzech arcyksiężniczkę Małgorzatę Klementynę Austriacką, córkę arcyksięcia Józefa Karola Ludwika Austriackiego i księżniczki Klotyldy Marii Sachsen-Coburg-Saalfeld. Małżonkowie przeżyli ze sobą ponad 60 lat. Doczekali się ośmiorga dzieci. Siedmioro dożyło wieku dorosłego, jedynie drugi syn książę Józef Albert zmarł wkrótce po narodzeniu. Małgorzata Klementyna zmarła 2 maja 1955 roku w wieku 84 lat w Ratyzbonie.
Książę Albert położył wiele zasług dla miasta Ratyzbona. W 1919 roku założył kuchnię dla potrzebujących, aby załagodzić trudną sytuację miejscowej ludności w pierwszych zimowych miesiącach po zakończeniu I światowej. Od 1923 roku kuchnia ta była otwarta na stałe. Wydawano do 400 posiłków dziennie. Po II wojnie światowej, otworzył wszystkie królewskie zamki w okolicach Ratyzbony dla licznych uchodźców. Książę Albert był też mecenasem sztuki. Patronował rozmaitym inicjatywom kulturalnym w Ratyzbonie. Grał na fortepianie i organach, a także śpiewał jako baryton na zamkniętych rodzinnych przyjęciach. Książę Albert kontynuował także dzieło przebudowy zamku św. Emmerama rozpoczęte przez brata w latach 1883–1885 ręką architekta Max Schultze. Za panowania Alberta zamek otrzymał nowy późnorokokowy styl.
W latach 1904–1908 wybudowano nowe stajnie i wozownię. Wielkim wsparciem dla księcia Alberta była jego żona Małgorzata, która spełniała się nie tylko jako malarka i rzeźbiarka do późnej starości, ale przede wszystkim udzielała się charytatywnie. Pomagała jako pielęgniarka w szpitalu chirurgicznym w Ratyzbonie. W 1923 roku książę Albert otrzymał honorowy tytuł doktora nauk Uniwersytetu w Innsbrucku. W okresie nasilenia się wpływów ideologii nazistowskiej oraz w czasie II wojny światowej książę jako reprezentant arystokracji o światopoglądzie katolickim był ukrytym wrogiem nazizmu. Choć nie stawiał aktywnego oporu nie wahał się świadczyć za synem Karolem Augustem, gdy ten został aresztowany przez Gestapo w sierpniu 1944 roku.
W dniu 15 lipca 1950 roku Albert i Małgorzata obchodzili diamentowe gody. W otoczeniu licznie zgromadzonych przedstawicieli monarszych rodzin europejskich. Miasto Ratyzbona uhonorowało z tej okazji szacowną parę tytułem honorowych obywateli. Książę Albert zmarł 22 stycznia 1952 roku w Ratyzbonie, w wieku 84 lat.

## Życie prywatne
- Franz Joseph (1893–1971) ∞ Elisabeth von Braganza
- Joseph Albert (1895–1895)
- Karl August (1898–1982) ∞ Maria Anna von Braganza
- Ludwig Philipp (1901–1933) ∞ Elisabeth von Luxemburg (1901–1950)
- Max Emanuel, później Ojciec Emmeram OSB (1902–1994)
- Elisabeth Helene (1903–1976) ∞ Friedrich Christian von Sachsen (1893–1968)
- Raphael Rainer (1906–1993)
- Philipp Ernst (1908–1964)

## Genealogia
|  |                                                                |  |  |  |  |  |  |  |  |  |  |  |  |  |  |  |
|  | Maximilian Karl von Thurn und Taxis (1802–1871) Książę         |  |  |  |  |  |  |  |  |  |  |  |  |  |  |  |
|  |                                                                |  |  |  |  |  |  |  |  |  |  |  |  |  |  |  |
|  |                                                                |  |  |  |  |  |  |  |  |  |  |  |  |  |  |  |
|  | Maximilian Anton von Thurn und Taxis (1831–1867) Książę        |  |  |  |  |  |  |  |  |  |  |  |  |  |  |  |
|  |                                                                |  |  |  |  |  |  |  |  |  |  |  |  |  |  |  |
|  |                                                                |  |  |  |  |  |  |  |  |  |  |  |  |  |  |  |
|  | Konrad Heinrich Ernst Friedrich von Dörnberg (1769–1828) Baron |  |  |  |  |  |  |  |  |  |  |  |  |  |  |  |
|  |                                                                |  |  |  |  |  |  |  |  |  |  |  |  |  |  |  |
|  |                                                                |  |  |  |  |  |  |  |  |  |  |  |  |  |  |  |
|  | Wilhelmine von Dörnberg (1803–1835) Księżna                    |  |  |  |  |  |  |  |  |  |  |  |  |  |  |  |
|  |                                                                |  |  |  |  |  |  |  |  |  |  |  |  |  |  |  |
|  |                                                                |  |  |  |  |  |  |  |  |  |  |  |  |  |  |  |
|  | Wilhelmine Sophie von Glauburg (1775–1835) Baronowa            |  |  |  |  |  |  |  |  |  |  |  |  |  |  |  |
|  |                                                                |  |  |  |  |  |  |  |  |  |  |  |  |  |  |  |
|  |                                                                |  |  |  |  |  |  |  |  |  |  |  |  |  |  |  |
|  | Albert von Thurn und Taxis (1867–1952) Książę                  |  |  |  |  |  |  |  |  |  |  |  |  |  |  |  |
|  |                                                                |  |  |  |  |  |  |  |  |  |  |  |  |  |  |  |
|  |                                                                |  |  |  |  |  |  |  |  |  |  |  |  |  |  |  |
|  | Helena Karolina Wittelsbach (1834–1890) Księżna                |  |  |  |  |  |  |  |  |  |  |  |  |  |  |  |
|  |                                                                |  |  |  |  |  |  |  |  |  |  |  |  |  |  |  |
|  |                                                                |  |  |  |  |  |  |  |  |  |  |  |  |  |  |  |